# Joanna Carswell
Joanna Carswell (* 8. Juli 1988 in Thames) ist eine ehemalige neuseeländische Tennisspielerin. 

## Karriere
Carswell begann mit acht Jahren das Tennisspielen und ihr bevorzugter Spielbelag ist der Hartplatz. Sie spielt vorrangig auf dem ITF Women’s Circuit, wo sie keinen Titel gewinnen konnte.
Auf der WTA Tour erhielt sie im Januar 2016 eine Wildcard für die Qualifikation zu den ASB Classic in Auckland. Sie scheiterte dort aber bereits in der ersten Qualifikationsrunde an der Tschechin Andrea Hlaváčková mit 0:6 und 4:6. Für die ASB Classic 2017 erhielt sie wiederum eine Wildcard für die Qualifikation, gewann dort ihr Erstrundenmatch gegen ihre Landsfrau Claudia Williams, unterlag aber dann in der zweiten Runde Mona Barthel mit 1:6 und 1:6.
Im Jahr 2017 spielte Carswell erstmals für die neuseeländische Fed-Cup-Mannschaft; ihre Fed-Cup-Bilanz weist 1 Sieg und 1 Niederlage aus.